# Семен Новиков
Семен Сергеевич Новиков (на украински: Семен Сергійович Новіков) е украински и български състезател по класическа борба. Европейски шампион до 87 килограма от европейското първенство през 2020 г. На световното първенство в Белград през 2023 г. печели бронзов медал в същата категория.
Преди 2023 г. се състезава за Украйна. В края на 2021 г. се появяват сведения, че Новиков възнамерява да получи българско гражданство и да се бори за България.
На 8 август 2024 г. печели златен медал в категория до 87 килограма на олимпийските игри в Париж.

## Успехи

### За Украйна
| Година | Турнир                | Място       | Резултат | Събитие |
| ------ | --------------------- | ----------- | -------- | ------- |
| 2020   | Европейско първенство | Рим, Италия | 1        | 87 kg   |

### За България
| Година | Турнир                     | Място                | Резултат | Събитие |
| ------ | -------------------------- | -------------------- | -------- | ------- |
| 2023   | Европейско първенство      | Загреб, Хърватия     | 3        | 87 kg   |
| 2023   | Световно първенство        | Белград, Сърбия      | 3        | 87 kg   |
| 2024   | Летни олимпийски игри 2024 | Париж, Франция       | 1        | 87 kg   |
| 2025   | Европейско първенство      | Братислава, Словакия | 2        | 87 kg   |